# Hilda Dokubo
Hilda Dokubo (también conocida como Hilda Dokubo Mrakpor ) es una actriz de cine nigeriana.

## Biografía
Dokubo nació como la primera de seis hijos en Buguma, una ciudad en Asari-Toru, en el estado de Rivers donde completó su educación primaria y secundaria en el St Mary State School Aggrey Road y Government Girls Secondary School, respectivamente.  Es alumna de la Universidad de Port Harcourt, donde obtuvo su licenciatura y maestría en artes teatrales.

## Carrera
Debutó en pantalla en la película de 1992 Evil Passion. Desde entonces ha participado y producido múltiples películas nigerianas. Tras interpretar un papel secundario en la película de 2015 Stigma, ganó el premio a Mejor Actriz en un Papel de Reparto en la undécima versión de los premios de la Academia del Cine Africano.

## Filmografía
- Without Love
- Forever (1995)
- Jezebel
- Evil Passion(1996)
- Hour of Grace
- Error of the Past (2000)
- Sweet Mother (2000)
- Black Maria (1997)
- End of the Wicked (1999)
- "Confidence"
- Onye-Eze (2001)
- My Good Will (2001)
- Light & Darkness (2001)
- A Barber's Wisdom (2001)
- My Love (1998)
- Above Death: In God We Trust (2003)
- World Apart (2004)
- With God (2004)
- Unfaithful (2004)
- Chameleon (2004)
- 21 Days With Christ (2005)
- Gone Forever (2006)
- Stigma (2013)
- The CEO (2016)

## Premios y nominaciones
| Año  | Ceremonia de premiación                      | Premio                              | Resultado | Ref.  |
| ---- | -------------------------------------------- | ----------------------------------- | --------- | ----- |
| 2015 | XI Premios de la Academia de Cine de África  | Mejor actriz de reparto             | Ganadora  | [ 6 ] |
| 2015 | 12 ° Festival Internacional de Cine de Abuya | Mejor acto femenino en una película | Ganadora  | [ 7 ] |